# Alone yet Not Alone
Alone yet Not Alone é um filme de drama histórico e de aventura americano de 2013 dirigido por Ray Bengson e George D. Escobar. O filme recebeu uma nomeação para o Oscar 2014 na categoria de Melhor Canção Original, por "Alone yet Not Alone", mas foi desclassificada após promoção indevida por Bruce Broughton.